# Pierre Doury
 (avril 2022).
Si vous disposez d'ouvrages ou d'articles de référence ou si vous connaissez des sites web de qualité traitant du thème abordé ici, merci de compléter l'article en donnant les références utiles à sa vérifiabilité et en les liant à la section « Notes et références ».
Pierre Doury (né le 14 juillet 1925 à Choisy-le-Roi et mort le 25 septembre 2018 à Clamart) est un organiste, compositeur et pédagogue français.

## Biographie
Il entre au Conservatoire de Versailles, dirigé alors par Jean Hubeau, où il suit les cours d'Aimé Steck. Il étudie ensuite avec Auguste Le Guennant à l’Institut grégorien de Paris, tout en prenant des cours d’orgue auprès d’Alexandre Cellier, organiste de la Société Jean-Sébastien Bach.
Au cours de ses études, il crée le groupe Pentacorde en compagnie des compositeurs Bernard Wahl, René Maillard, Jacques Boisgallais et Clermont Pépin. Leurs œuvres sont jouées en public pour la première fois à la Salle Cortot à Paris le 16 avril 1953.
Pierre Doury était également un organiste accompli. Il débute à la fin des années 1940 dans une église de Versailles, avant d'être nommé à lOrgue de chœur en 1950 à la basilique du Sacré-Cœur de Montmartre à Paris. Il y travaille auprès d'Henri Potiron, maître de chapelle. Deux ans plus tard, il se joint à l’église Saint-Sulpice, tout d’abord comme maître de chapelle adjoint de Charles Pineau, puis comme titulaire en 1957. Il y demeure jusqu'en 1965 avant de se consacrer à temps plein à ses fonctions de pédagogue et de directeur du Conservatoire à rayonnement régional de Saint-Maur-des-Fossés, poste qu’il va occuper jusqu’en 1993. En 1975, il crée une classe d’orgue dans cet établissement qu’il confie à Gaston Litaize. Parallèlement, il enseigne l'harmonie, le contrepoint, la composition et le chant grégorien à la Schola Cantorum, à partir de 1972 jusqu’en 2017, alors qu'il était âgé de 92 ans. Il forme ainsi plusieurs musiciens.
En 1967, il propose un programme d'études de solfège qui contribue à un texte définissant les grandes orientations de la formation musicale auprès de la Direction générale de la Création artistique du ministère de la Culture.
En tant que compositeur, on lui doit un vaste catalogue de musique liturgique. Sa contribution au domaine est soulignée en 1992 par la Croix de chevalier de l'Ordre de Saint-Grégoire-le-Grand. Il a notamment composé des œuvres pour l'abbaye Saint-Martin de Ligugé. Il est l'un des contributeurs de la revue Musique sacrée - l'Organiste, revue fondée en 1951.
Pierre Doury est également l'auteur d'ouvrages didactiques sur la musique.

## Ouvrages
- Pierre Doury, Grammaire élémentaire de la musique, Paris, Choudens, 1971, 67 p.
- Pierre Doury, Lexique de la langue musicale, Paris, Choudens, 61 p.
- Pierre Doury, Cours pratique d'écriture musicale, Paris, Choudens, 120 p.